# Referendum costituzionale in Irlanda dell'ottobre 2002
Il referendum costituzionale in Irlanda dell'ottobre 2002 si tenne il 19 ottobre ed ebbe ad oggetto la ratifica del  Trattato di Nizza.
Prevalsero i sì col 62,9%; fu il ventiseiesimo emendamento della Costituzione irlandese, promulgato il 7 novembre successivo.

## Modifiche del testo
Emendamenti agli articoli 29.4.7, 29.4.8 e 29.4.9:
7: Lo Stato può ratificare il Trattato di Nizza che emenda il Trattato sull'Unione Europea, i Trattati che istituiscono le Comunità Europee e alcuni atti connessi firmato a Nizza il 24 febbraio 2001.
8: Lo Stato può osservare le deroghe ai sensi degli articoli 1.6, 1.9, 1.11, 1.12, 1.13 e 2.1 del Trattato citato nel titolo 7 di questa sezione ma qualsiasi deroga sarà esercitata in conformità di una preventiva approvazione di entrambe parlamentare.
9: Lo Stato non adotterà una decisione presa dal Consiglio europeo che istituisce la difesa comune ai sensi dell'articolo 1.2 del Trattato citato nel titolo 7 di questa sezione e ciò che la partecipazione alla difesa comune comporterebbe allo Stato.
Rinumerare le sezioni 7 e 8 dell'articolo 29,4 trasformandole rispettivamente nelle sezioni 10 e 11 dello stesso.

## Risultati
| Preferenza           | Voti      | %     |
| -------------------- | --------- | ----- |
| Sì                   | 906.317   | 62,89 |
| No                   | 534.887   | 37,11 |
| Totale               | 1.441.204 |       |
| Schede bianche/nulle | 5.384     | 0,37  |
| Votanti              | 1.446.588 | 49,47 |
| Elettori             | 2.923.918 |       |